# Catering

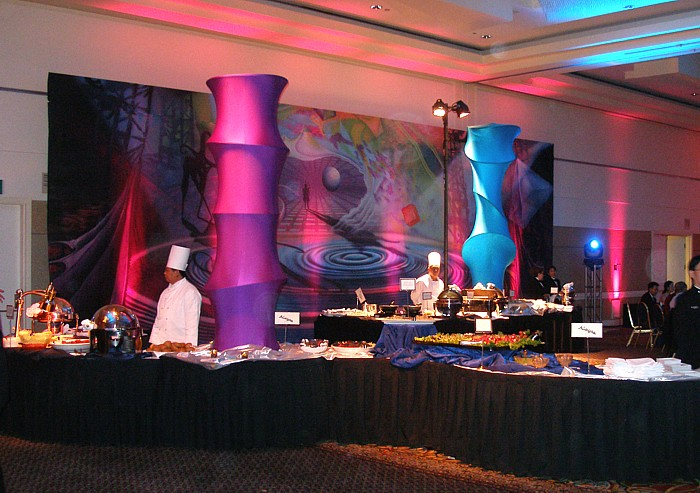
Catering

Catering består i näringsverksamhet där mat framställs för omedelbar konsumtion på annat ställe än där framställningen sker. Denna tjänst förvärvas för företagsevenemang, bröllop, sociala evenemang etc. Cateringtjänsterna har egen meny och kan även skräddarsys enligt livsmedelspreferenser.
Catering omfattas i Sverige av livsmedelslagen och skall kunna visa upp "egenkontroll-program" och skall därefter granskas av kontrollmyndigheten.
Det finns flera typer av catering: 
- Mobil catering innebär att mat serveras direkt från ett fordon eller dylikt. Detta är vanligt vid konserter utomhus, arbetsplatser med mera.
- Evenemangscatering innebär att mat som framställs i cateringföretagets lokaler transporteras för att konsumeras i en måltidslokal på annat ställe.
- Catering kan även erbjudas till privatpersoner och företag som får maten levererad till sina hem eller kontor.
- Leverans av färdiglagad mat till beställarens egna lokaler.
- Catering kan även vara att "kocken kommer hem" till gästen för att laga en måltid.
- Många cateringfirmor hyr även ut glas, porslin och bestick.

Det är vanligt att cateringföretag även erbjuder serveringspersonal och tar hand om hela eventet eller arrangemanget.